# 名誉総長
名誉総長（めいよそうちょう、または栄誉総長）は、大学をはじめとする学術機関または病院などの医療機関などにおいて、その発展に貢献した者などに対して、退任時に授与される栄誉職または称号。国の栄誉称号および民間の名誉称号の一種。類似する職名・称号として名誉副総長、名誉事務総長がある(本項で解説)。

## 名誉事務総長

### 国際的な団体における名誉事務総長
類似する職名として、国際港湾協会では名誉事務総長の職名・称号を定めており、日本の政策研究大学院大学客員教授の井上聰史が任命されている。

## 名誉総長

### 国立医療機関の名誉総長
国立の医療機関では、昭和39年(1964年)に厚生省令として制定された国立高度専門医療センター名誉総長等の称号の授与に関する省令に基づき、厚生大臣に国立高度専門医療センターに総長、病院長または研究所長として、国立ハンセン病療養所に所長として多年勤務した者のうち、国立高度専門医療センターまたは国立ハンセン病療養所の運営について功績のあったものに対して名誉総長或いは名誉院長、名誉所長の称号を贈ることができるとしている。今日では、厚生省の厚生労働省への移行に伴い、随時改正され、平成16年3月31日厚生労働省令第77号として厚生労働大臣により授与されることとなっている。国立循環器病研究センターでも名誉総長の称号授与が行われている。

#### 主な受称者
- 垣添忠生　国立がんセンター名誉総長　2007年
- 杉村隆　国立がんセンター名誉総長　1992年

### 私立大学の名誉総長
主に学長を総長と称する私立大学では、総長として大学の発展に貢献した者に退任時に名誉総長の栄誉職或いは称号を贈ることがある。また、名誉職として大学の正式な総長とは別にゆかりある人物を推戴することがある。早稲田大学、日本大学、東京都市大学、京都外国語大学、広島工業大学、立命館大学、道都大学、拓殖大学などに見られる。

## 名誉副総長

### 英国王立大学における名誉副総長
英国の銀行家で、著述家、同国下院議員を務めた初代エイヴベリー男爵・第4代エイヴベリー準男爵ジョン・ラボックはロンドン大学名誉副総長に就任していた。

### 文献資料
- 日外アソシエーツ編集部編『20世紀西洋人名事典2.ハ～ワ』（日外アソシエーツ、1995年）ISBN 4816912711

### 報道資料
- 『毎日新聞』2011年5月26日大阪朝刊
- 『読売新聞』2016年4月14日大阪夕刊